# 안양호암초등학교
안양호암초등학교는 대한민국 경기도 안양시 만안구에 있는 공립 초등학교이다.

## 학교 연혁
- 2003.07.05 안양호암초등학교 설립 인가
- 2006.03.01 안양호암초등학교 개교(15학급)
- 2006.03.01 병설유치원 개원(1학급)
- 2006.03.01 초대 박영숙 교장 취임
- 2006.04.19 안양호암초등학교 준공
- 2010.11.05 영어체험실 개관(3실)
- 2011.09.01 혁신학교 예비지정교 운영(1년)
- 2011.10.25 학교도서관 리모델링
- 2012.08.30 학교역사관 개관(전시물 73점)
- 2012.09.01 혁신학교 지정(4년, 2012.9.~2016.8.)
- 2013.03.01 15학급 편성(유치원1, 특수1 제외)
- 2013.09.01 제4대 권영호 교장 취임
- 2014.02.14 제8회 졸업식(남35, 여25, 총60, 누계 584)
- 2015.02.13 제9회 졸업식(남32, 여27, 총59, 누계 643)
- 2015.03.01 12학급 편성(유치원1, 특수1 제외)